# Storyteller (VALSHE의 음반)
《storyteller》는 VALSHE의 미니 음반이다. 2010년 9월 23일, 5pb. 레코드에서 발매됐다.

## 개요
〈SPICE (another one)〉은 미나토가 제작한 보컬로이드곡의 커버. 5pb. 레코드 재적 마지막의 작품 및 동일 레이블에서 발매된 유일한 음반이다. 2014년 2월 19일에 빙에서 음반 《V.D.》를 발매하기에 있어, 빙에서 해당 음반이 재발매됐다. 《valuable sheaves》에 이어서 2번째의 매상을 기록하고 있다.

## 수록곡
1. NEVER LAND (3:53)
작사·작곡·편곡: 미나토
2. Myself (3:36)
작사: VALSHE, 미나토, 작곡: 미나토, 편곡: 사이토 신야
3. 구속(일본어: 拘束 (4:43)
작사: VALSHE, 미나토, 작곡: 미나토, 편곡: 미나토, FAITH-T
4. graffias (4:46)
작사: VALSHE, 미나토, 작곡: 미나토, 편곡: FAITH-T
5. yours (4:07)
작사·작곡: 미나토, 편곡: FAITH-T
6. doubt (4:02)
작사: 미나토, 작곡·편곡: 도리코
7. nameless story (4:33)
작사: VALSHE, 작곡: 미나토, 편곡: FAITH-T
8. epilogue (graffias) (1:58)
작곡: 미나토, 편곡: FAITH-T
9. SPICE (another one) (3:37)
작사·작곡·편곡: 미나토

## 출전
1. 1 2  바르쉐×미나토가 말한다, 여기에 주목 《storyteller》! (1쪽)
2. ↑  넷에서 화제의 음악가, “VALSHE(바르쉐)” 특집! 보관됨 2011-09-14 - 웨이백 머신 Newtype